# Daddy (canción)
«Daddy» —en español: Papi— es una canción de la banda de rock británica Coldplay de su octavo álbum de estudio Everyday Life. Fue lanzado el 20 de noviembre de 2019 como sencillo promocional y aparece en la primera parte del álbum Sunrise. La canción fue escrita por los miembros de la banda y producida por The Dream Team.

## Video musical
El video musical de «Daddy» fue animado por Aardman Animations y dirigido por Åsa Lucander de Aardman. El video musical de la canción se estrenó el 20 de noviembre de 2019 y presenta títeres de acción en vivo, decorados pintados digitalmente y animación 2D. El video musical muestra a una niña perdida en el mar, sola en un bote de remos y navegando hacia lo desconocido, simbolizando los recuerdos que tiene la niña de su padre.

## Personal
- Chris Martin - voz, piano
- Jonny Buckland - guitarra acústica, teclado
- Guy Berryman - bajo
- Will Champion - percusión, teclado

## Posicionamiento en listas
| Lista (2019)                                            | Mejor posición |
| ------------------------------------------------------- | -------------- |
| Nueva Zelanda Hot Singles (RMNZ)                        | 38             |
| Estados Unidos Hot Rock & Alternative Songs (Billboard) | 17             |